# 塔提让镇
塔提让镇，是中华人民共和国新疆维吾尔自治区巴音郭楞蒙古自治州且末县下辖的一个乡镇级行政单位。
2014年10月20日，新疆维吾尔自治区人民政府批复同意撤销塔提让乡建制，设立塔提让镇，调整塔提让镇行政区域界线，将且末县直辖的26848平方公里划归塔提让镇管辖。

## 行政区划
塔提让镇下辖以下地区：
巴什塔提让村、台吐阔勒村、色日克布央村、阿亚克塔提让村和阿德热斯曼村。